# Begærets butik
Begærets butik (Needful Things) er en roman fra 1991 (dansk udgivelse 1994), skrevet af den amerikanske forfatter Stephen King.

## Handling
Historien udspiller sig i den fiktive by Castle Rock, Maine i USA, hvor en ny butik, ved navn Begærets Butik, åbner til stor nysgerrighed for byens indbyggere.
Først præsenteres man en af gangen for byens personer og deres mærkværdige historier og problemer. Derefter begynder Castle Rocks beboere at besøge Begærets Butik, hvor de hver især finder en ting som de vil og må eje mere end noget andet i verden.
I Begærets Butik mødes man af den ældre, og tilsyneladende venlige Leland Gaunt, som sælger de skatte som byens indbyggere mener at de ikke at kan undvære. En efter en køber indbygerne i byen varerne i Mr. Gaunts butik til overraskende lave priser, men til gengæld beder Mr. Gaunt dem også om at gøre ham en lille tjeneste, før ejerskabet af varen tilfalder kunden. De små tjenester starter som små numre, indbyggerne i Castle Rock skal udføre mod de andre indbyggere i byen, men udvikler sig igennem bogen til chikane og senere hen voldlige handlinger.
Varerne som sælges i butikken, som for udefrakommende ligner ragelse, får stor betydning for køberne. For køberen af varen tager den form som det som de allerhelst kunne tænke sig, og de er angste for hvad der kan ske med deres ting, hvis de ikke har det tæt ved sig. Gennem disse genstande og trusler om at tage dem igen, manipulerer og truer Mr. Gaunt indbyggerne i byen til at gøre som han vil.
Alan Pangborn, byens shriff, er den eneste i byen som ikke til at starte med besøger Begærets Butik, og han ser til imens hans ellers stille by går amok i hærværks- og voldsorgier. Det begynder langsomt at gå op for Alan, at alle de underlige hændelser måske kan føres tilbage til Begærets Butik.

## Personer i "Begærets butik"
Castle Rock er hjemsted for et stort antal personer, hvis historier krydser hinanden, hvilket også gør at der er mange intriger indbyggerne imellem. Disse små uenigheder bruger Mr. Gaunt til at vende folk mod hinanden, indtil voldsomme handlinger til sidst synes uundgåelige.

### Hovedpersoner
- Sheriff Alan Pangborn: Byens sheriff og eneste person som ikke lader sig påvirke af Mr. Gaunt.

- Patricia Chalmers: Byens mest excentriske person og samtaleemne blandt de andre kvinder i byen. Patricia, bedre kendt som Polly lider af gigt i hænderne, hvilket Mr. Gaunt tilsyneladene kan kurrere med en amulet han har i butikken.

Polly kommer desuden sammen med Alan Pangborn.
- Leland Gaunt: Beskrives som en ældre mand i sine 50'ere eller 60'ere. Han er meget venlig og charmerende til at starte med. Men når han først har en person i syne kløer, kan han pludselig vise en anden side af sig selv.

- Norris Ridgewick: Vice sheriff i byen.

- Ace Merrill: Byens største forbryder og bølle.

- Danforth "Buster" Keeton: Byrådsmedlem i Castle Rock.

### Bipersoner
- Brian Rusk:

- Nettie Cobb:

- Cora Rusk:

- Wilma Jerzyck:

- Myra Evans:

- Hugh Priest:

- Henry Beaufort:

- Andy Clutterbuck, Sheila Brigham, og John LaPointe: tre personer som arbejder under Alan Pangborn

- Sonny Jackett:

- Eddie Warburton:

- Sally Ratcliffe:

- Lester Pratt:

- Father Brigham:

- Reverend Rose:

| Bog | Spire Denne artikel om bøger og tidsskrifter er en spire som bør udbygges. Du er velkommen til at hjælpe Wikipedia ved at udvide den. |